# Муслим ибн Акиль
Муслим ибн Акиль аль-Хашими (араб. مُسْلِم ٱبْن عَقِيل ٱلْهَاشِمِيّ‎) — двоюродный племянник исламского пророка Мухаммеда. Муслим был сыном Акиля ибн Абу Талиба и двоюродным братом Хусейна ибн Али, третьего шиитского имама, который отправил его в Куфу в Ираке, чтобы заручиться их поддержкой при вступлении на престол омейядского халифа Язида I (годы правления  680–683). Куфанцы приветствовали Муслима и в подавляющем большинстве обещали поддержать Хусейна против правления Омейядов, которое они считали незаконным и тираническим. В ответ Язид заменил мягкого губернатора города своим сильным человеком Убайдуллахом ибн Зияд, который вскоре обнаружил убежище Муслима через информатора. Когда Ибн Зияд заключил в тюрьму или убил Хани ибн Урву, который тайно укрывал Муслима, он вышел на открытое восстание и окружил дворец губернатора со своими сторонниками в сентябре 680 года. Однако с помощью угроз и обещаний Ибн Зияд убедил вождей племен Куфана покинуть Муслима и отозвать своих людей. После сильного сопротивления был арестован и казнен дезертировавший мусульманин. До этого поворота событий он написал Хусейну и призвал его приехать в Куфу. Таким образом, Хусейн покинул Мекку со своей семьей и несколькими сторонниками, но его караван был перехвачен и убит войсками Омейядов в октябре 680 года в битве при Кербеле, недалеко от Куфы. Муслим почитается в шиитском исламе за его храбрость и моральную честность. Его святыня в Куфе является местом паломничества шиитов.

## Ранний период жизни
Муслим был сыном Акиля (ум. 670 или 683), двоюродного брата исламского пророка Мухаммеда (ум. 632). Его мать, возможно, была освобожденной рабыней (умм аль-валад) набатейского происхождения, чье имя по-разному приводится как Улайя, Халила и Хиля. Его дата рождения также сообщается по-разному, и источники значительно различаются, начиная с начала 640-х годов до конца 650-х годов. Муслим, похоже, пользовался репутацией свирепого воина. По одному из источников, он сражался в Сиффинской битве (657) за своего дядю Али ибн Абу Талиба, первого шиитского имама и четвертого Праведного халифа (годы правления  656–661) после Мухаммеда. По другому рассказу, Муслим сражался при завоевании аль-Бахнасы в Египте во время халифата Умара ибн аль-Хаттаба, второго халифа (р. 634–644). Согласно этому рассказу, Муслим был впоследствии назначен его губернатором и служил там, пока Умара не заменил Усман ибн Аффан (р. 644–656), после чего Муслим вернулся в Медину. По ещё одному рассказу, где-то после 670 года он, как сообщается, обманул Муавию, губернатора Сирии в то время, купив у него участок земли в Медине, который на самом деле принадлежал его двоюродному брату Хусейну ибн Али.

## Посланник в Куфу
Хусейн ибн Али осудил восшествие на престол в 680 году халифа Омейядов Язида, который стал преемником своего отца Муавии в нарушение мирного договора 661 года с братом Хусейна Хасаном (ум. 670). Когда Хусейн был вынужден принести присягу на верность, он бежал из своего родного города Медины в Мекку в сопровождении своей семьи. Там он получил много писем и посланников из преимущественно шиитского города Куфа в Ираке, приглашавших его повести их против правления Омейядов, которое они считали незаконным и тираническим. Хусейн ответил, что поведёт их по правильному пути, если они объединятся в своей поддержке, и поручил мусульманам оценить ситуацию в Куфе. Хусейн отправил похожее письмо жителям Басры в Ираке и пригласил их следовать за ним, чтобы восстановить Сунну Мухаммеда, которая была стёрта нововведениями, написал он.
Таким образом, Муслим покинул Мекку 19 июня 680 года (15 Рамадана 60 года), нанял двух проводников в Медине и отправился в Куфу. По словам суннитского историка ат-Табари (ум. 923 г.), его сподвижники заблудились и погибли от жажды по пути, после чего Муслим написал Хусейну, чтобы тот освободил его от своей обязанности, но тот настоял на том, чтобы он продолжил. Муслим вошёл в Куфу 9 июля 680 года (5 Шавваля 60 г.) и сначала спрятался в доме Мухтара ас-Сакафи или Муслима ибн Аусаджа, где он получил обещания от 12 000 до 30 000 человек. Но это были фактически обещания не Хусейну, а племенным вождям, которые поддерживали его в то время, то есть верность не делу, а людям, по словам исламиста Махмуда Аюба (ум. 2021). Ранее он также посетил тайную встречу лидеров шиитов Куфы, где получил их поддержку. Среди участников были Абас ибн Аби Хабиб аль-Шакери, Хабиб ибн Музахир и Саид ибн Абд-Аллах аль-Ханафи, все из которых позже были убиты вместе с Хусейном. Однако по мере того, как его поддержка росла, Муслим даже смог председательствовать на публичных собраниях в мечетях. Теперь он написал Хусейну и призвал его приехать в Куфу.
Правитель Куфы в то время, Нуман ибн Башир, вероятно, знал о прибытии Муслима и его намерениях, но не причинил ему вреда. Как сподвижник Мухаммеда, Нуман не предпринял никаких действий, возможно, потому что Муслим был родственником Мухаммеда, или, возможно, правитель не хотел действовать на основании одних лишь подозрений. Умар ибн Саад и некоторые другие вскоре написали Язиду, который заменил Нумана Убайдуллахом ибн Зиядом и приказал ему убить или изгнать Муслима. Описанный как энергичный, находчивый и безжалостный, Убайдуллах в то время уже был губернатором Басры. Он поспешил в Куфу по кратчайшему пути, как сообщается, надев черный тюрбан и скрывая лицо. Некоторые куфанцы, по-видимому, приняли его за Хусейна и с энтузиазмом приветствовали его. По прибытии он публично пригрозил наказать любого за проявление мятежа обезглавливанием и распятием.

## Неудачное восстание и казнь

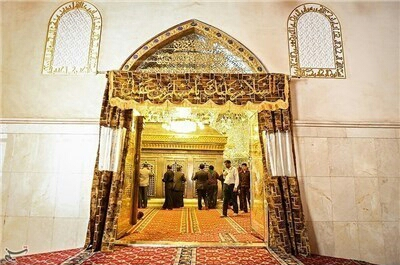
Вход в гробницу Муслима ибн Акиля в Куфе, Ирак

С прибытием Ибн Зияда Муслим переехал в дом Хани ибн Урвы, старейшины мурадитов. По информации, там он упустил возможность убить Ибн Зияда, когда последний приехал навестить Хани, который был болен или притворялся больным, или навестить басранского Шарика ибн аль-Авара аль-Харити, который якобы был гостем Хани, но на самом деле находился там, чтобы поддержать Муслима. Согласно различным источникам, Муслим отказался от заговора убить Ибн Зияда, потому что у него не выдержали нервы или потому что Хани (или его жена) были против заговора, или потому что он вспомнил пророческую традицию, которая запрещает предательство (в данном случае против гостя, которому были даны гарантии безопасности). Вскоре после этого Ибн Зияд нашел убежище Муслима через информатора, возможно, по имени Макил, который проник в ближайшее окружение Муслима, притворившись сторонником и жертвуя на его дело. Затем Ибн Зияд вызвал Хани, заставил его признаться, что он укрывает Муслима, а затем жестоко избил его, когда тот отказался выдать своего гостя. Хани либо умер на месте, либо был заключен в тюрьму.
Муслим теперь вышел на открытое восстание, вероятно, узнав об аресте Хани. Он окружил дворец губернатора с примерно 4000 мужчинами, дата которого по-разному указывается как 3, 8, 9, 10 сентября 680 года (2, 7, 8, 9 зу-ль-хиджа 60 года). Однако, с помощью угроз и взяток Ибн Зияд успешно убедил вождей племен бросить Муслима и отозвать своих людей. С наступлением ночи покинутый мусульманин бродил по городу, пока вдова киндитка по имени Тава не приютила его. Однако на следующее утро её сын Билал раскрыл местонахождение Муслима вождю племени Кинда, по-видимому, потомку Аль-Ашаса ибн Кайса (ум. 661). Вождь передал информацию губернатору, что принесло этому лидеру титул «самого вероломного из арабов», согласно арабскому ученому-энциклопедисту Ибн Хабибу (ум. 853 ). Затем около 60 или 70 человек окружили дом и в конце концов, понеся некоторые потери, удержали раненого и измученного мусульманина. По некоторым данным, ему обещали безопасность (аман), что позже не было выполнено. Действительно, Муслима привели к Ибн Зияду, который приказал его казнить после резкого обмена репликами. По большинству сообщений, он отдал свою последнюю волю Умару ибн Сааду, попросив его сообщить Хусейну о предательстве куфанцев, выплатить его долги и похоронить его труп. Затем его публично обезглавили на крыше цитадели, сбросив его голову и туловище вниз. Палача зовут Бакр ибн Хумран аль-Ахмари, которого Муслим, по-видимому, ранил ранее во время набега на его убежище. Хани тоже был казнен, их тела протащили по улицам, а затем, возможно, распяли посмертно. Их головы отправили Язиду, который поздравил Ибн Зияда и приказал ему арестовать Хусейна и его сторонников, а также сражаться с теми, кто будет сражаться с ним.

## Последствия

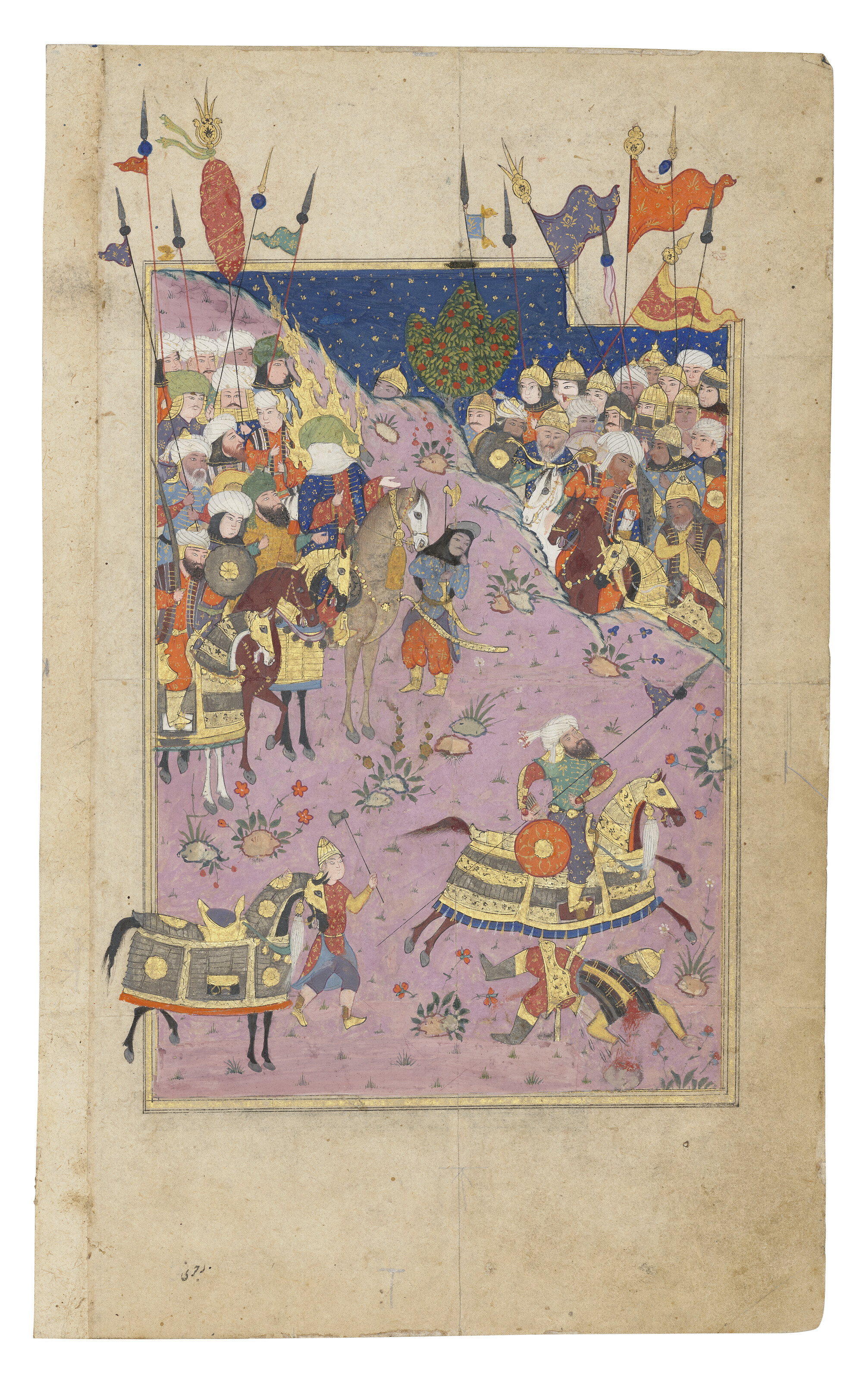
Абд-Аллах ибн Муслим отправляется в битву, чтобы отомстить за своего отца, иллюстрация битвы при Кербеле, датированная 1580-1590 гг.

Муслим был казнен на следующий день после своего неудавшегося восстания, примерно через два месяца после прибытия в Куфу. Воодушевленный своим письмом и не зная о своей казни, Хусейн покинул Мекку и отправился в Куфу примерно в то же время, возможно, 10 или 12 сентября 680 года (8 или 10 зу-ль-хиджа 60 г.), в сопровождении своей семьи и небольшого числа сторонников. Вероятно, он получил известие о смерти Муслима по пути в аль-Талабийе. Некоторые суннитские сообщения указывают на то, что Хусейн подумывал прекратить свою миссию, но сыновья Муслима убедили его в обратном. Это следует игнорировать, предполагает исламовед Вильферд Маделунг. Более вероятно, что Хусейн продолжал идти в Куфу даже после того, как узнал о казни Муслима, согласно большинству шиитских источников, поскольку ранее он рассказал другим доброжелателям о своем видении своего деда Мухаммеда, который сказал ему в одном из источников, что Аллах пожелал увидеть его убитым, а его семью закованной в кандалы. Караван Хусейна действительно был перехвачен и убит 10 октября 680 года (10 мухаррама 61 года по хиджре) в Кербеле, недалеко от Куфы, войсками Омейядов, которые сначала окружили их на несколько дней и отрезали им доступ к близлежащей реке Евфрат. Семья Муслима оставалась с Хусейном все это время, и, вероятно, двое его сыновей были убиты вместе с Хусейном в Кербеле. Затем женщин и детей взяли в плен и отправили в Куфу, а затем в столицу Дамаск. Пленников провели по улицам Дамаска, а затем заключили в тюрьму на неизвестный период времени. В конце концов Язид освободил их и вернул в Медину.

## Личная жизнь
Рукайя, дочь Али ибн Абу Талиба, была замужем за Муслимом и родила ему сына Абд-Аллаха, который был убит вместе с Хусейном в битве при Кербеле в 680 году. Другой сын Муслима, возможно, также погиб в Кербеле, в то время как двое других сыновей, часто идентифицируемых как Мухаммед и Ибрагим, возможно, были убиты примерно год спустя в молодом возрасте. Двое детей, по-видимому, сбежали из лагеря Ибн Зияда, но были убиты куфанцем, возможно, аль-Харитом ибн Бадром, который искал вознаграждение, предложенное губернатором.

## Поминовение
Муслим почитается в шиитском исламе за свою храбрость и моральную честность, и его история получила большое внимание со стороны шиитских авторов. Шииты чтят память событий Кербелы в течение месяцев Мухаррам и Сафар, особенно в течение первых десяти дней Мухаррама, достигая кульминации на десятый день (Ашура) с процессиями в крупных шиитских городах. Главным компонентом этих ритуальных церемоний ( мадж'алис , ед. ч. маджлис ) является повествование историй Кербелы, призванное вызвать сочувствие и растрогать аудиторию до слёз. Именно на этих церемониях Муслима чтят как «первого из мучеников Кербелы», вместе с его сыновьями. Распространенное памятное повествование описывает эмоциональную сцену, когда Хусейн рассказал о смерти Муслима своей молодой дочери, чья семья была среди тех, кто сопровождал Хусейна в Кербелу. Паломничество к его святыне в Куфе рекомендуется в шиитском исламе, сопровождаемое чтением ряда сохраненных молитв.